# Діденко Віталій Ігорович
Віталій Ігорович Діденко (1992—2022) — головний сержант окремого загону спеціального призначення «Азов» Національної гвардії України, учасник російсько-української війни, що героїчно загинув під час російського вторгнення в Україну в 2022 році у бою за місто Маріуполь.

## Життєпис
Народився в селі Стратіївка Чечельницького району (нині Гайсинський район) Вінницької області. Закінчив Одеський державний університет внутрішніх справ. Після закінчення рік працював за фахом. Потім звільнився за власним бажанням, оскільки вирішив здійснити давню мрію і стати військовим. У березні 2015 року приєднався до лав тоді ще батальйону «Азов» і ніс службу в Маріуполі. Брав участь в АТО/ООС на Донбасі.
На момент повномасштабного вторгнення Віталій був головним сержантом групи розвідки ОЗСП «Азов» у складі Нацгвардії України. З першого дня обороняв Маріуполь від окупантів. Пройшов важкі бої і щиро вірив у перемогу.

## Смерть
Разом із побратимами вийшов на підмогу та помер від влучення осколків ворожого снаряду у шию та ногу. Похований у рідному селі.

## Нагороди
- орден «За мужність» III ступеня (2022, посмертно) — за особисту мужність і самовіддані дії, виявлені у захисті державного суверенітету та територіальної цілісності України, вірність військовій присязі, зразкове виконання службового обов'язку.